# کاراکوپرو (آماسیه)
کاراکوپرو (به ترکی استانبولی: Karaköprü) یک منطقهٔ مسکونی در ترکیه است که در شهر آماسیه واقع شده‌است.